# Karl Pinkau

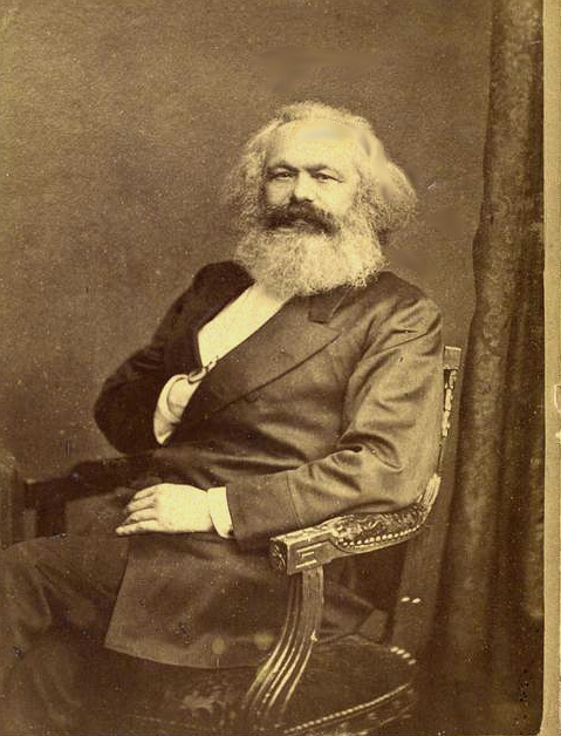
Karl Marx, foto John Jabez Edwin Mayall, 1875. Kopie Karl Pinkau.

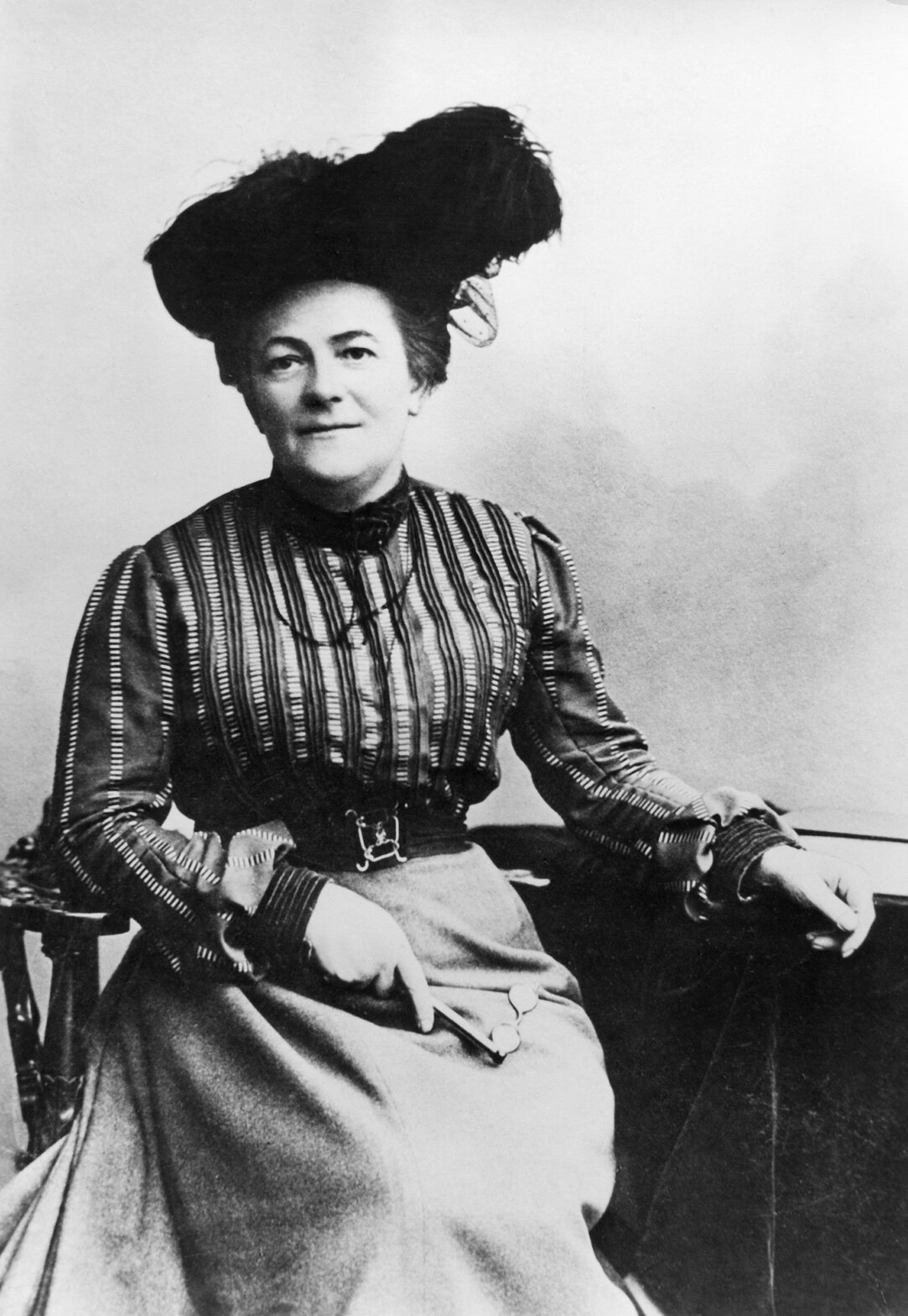
Karl Pinkau: Klára Zetkinová

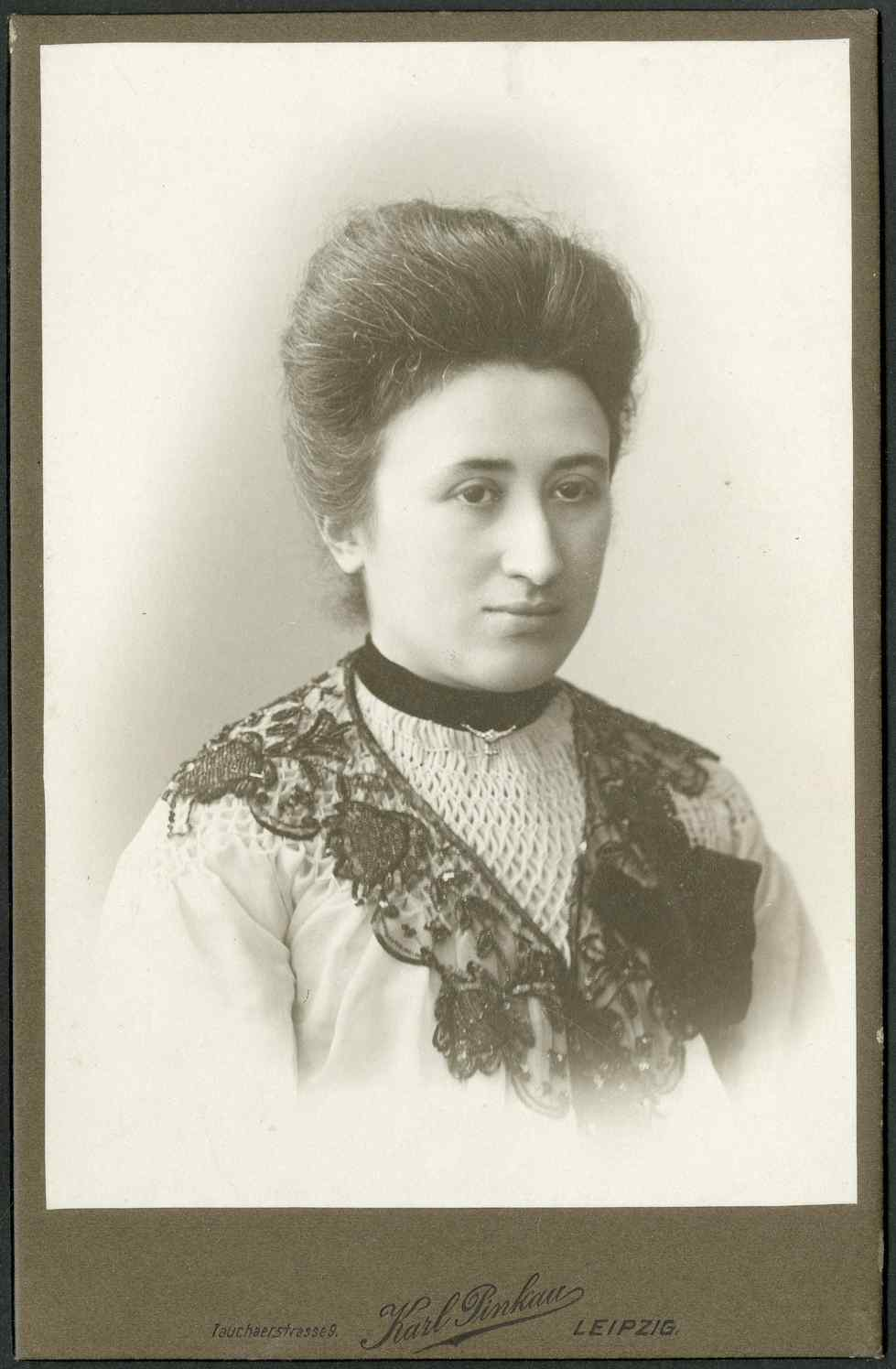
Karl Pinkau: Rosa Luxemburgová

Johann Carl Pinkau (1. června 1859 Thonberg – 26. srpna 1922 Lipsko) byl německý litograf, fotograf a politik (SAPD).

## Životopis
Carl Pinkau se narodil jako syn koláře a majitele domu Johanna Carla Pinkaua (1817–1878) a jeho druhé manželky. Jeho starším nevlastním bratrem byl pozdější výrobce pohlednic Emil Pinkau. Po absolvování základní školy v Thonbergu v letech 1867 až 1875; získal výuční list v litografii (kterou studoval v letech 1875–1879) a v letech 1881–1883 sloužil u 106. pěšího pluku v Lipsku.
Kolem roku 1880 vstoupil Pinkau do Sociálně demokratické strany, za kterou působil jako agitátor. Během pronásledování socialistů za kancléře Otto von Bismarcka byl Pinkau několikrát zatčen. V září 1886 odsouzen ke čtyřem měsícům vězení kvůli distribuci knížky Augusta Bebela Die Frau und der Sozialismus (Žena a socialismus). Po odpykání trestu byl z Lipska vyhoštěn. Žil dlouhou dobu v Borsdorfu v domě s Wilhelmem Liebknechtem. V roce 1889 se zúčastnil Mezinárodního dělnického kongresu v Paříži a v roce 1893 v Curychu, kde se setkal s Friedrichem Engelsem.
Pinkau pracoval od roku 1893 jako fotograf. S Alfredem Augustem Otto Gehlerem založil na Turnerstrasse 11 v Lipsku společnost Pinkau & Gehler. Mezi osobnosti, které fotografoval, patřili Eduard Bernstein, Wilhelm Metzger, Friedrich Geyer, Karl a Luise Kautsky a další.
Dne 27. srpna 1890 byl Pinkau zvolen předsedou lipského odborového kartelu. V letech 1894 až 1898 a 1904 až 1908 byl městským radním v Lipsku. Od roku 1893 do roku 1896 také zasedal v zemském parlamentu Saska. Když Wilhelm Liebknecht na cestě do Anglie připravoval svou knihu Karl Marx zum Gedächtniß, byl Pinkau jeho společníkem. Pinkau přispěl do publikace několika fotografiemi.
Dne 23. dubna 1895 se oženil s Marií Amalií Henriette Bonitz (* 19. března 1874). V manželství se narodily tři děti: Karl Hermann (1896–1958); Willy Alfred (* 1898) a Johanna Charlotte Margarete (* 1903).
V říjnu 1906 byl Pinkau znovu zvolen do Říšského sněmu za volební obvod Sasko 10 jako náhrada za zesnulého poslance Karla Grünberga. Po rezignaci v parlamentu v lednu 1907 se mohl v lednu 1912 vrátit do Říšského sněmu, kam tentokrát patřil jako zástupce svého starého volebního obvodu až do rozpadu monarchie v Německu v listopadu 1918.
V lednu 1919 byl Pinkau zvolen do Výmarského národního shromáždění, ve kterém až do června 1920 zastupoval volební obvod 29 (Sasko 10-14). Od června 1920 až do své smrti v srpnu 1922 byl poslancem prvního říšského sněmu Výmarské republiky jako zástupce volebního obvodu 32 (Lipsko). Pinkau zemřel v srpnu 1922 na následky operace. Část jeho fotografické pozůstalosti je od roku 1989 v Městském historickém muzeu v Lipsku.

## Spisy
- Auf zur Reichstagswahl! Vorwärts zur allgemeinen Stimmenabgabe für Photograph Karl Pinkau in Leipzig Reichskandidat der sozialdemokratischen Partei Deutschlands. Wähler des 20. Reichstagswahlkreises! Die Reichstagswahl findet an diesem Freitag den 18. März 1896 statt. Do voleb do Reichstagu! Vpřed do všeobecného hlasování pro fotografa Karla Pinkaua v Lipsku, kandidáta Sociálně demokratické strany Německa. 20. volební obvod Volby do Reichstagu se budou konat tento pátek 18. března 1896.
- Statistisches Notizbuch (Statistický zápisník). Leipziger Buchdrucker Aktiengesellschaft, Lipsko 1911

## Galerie

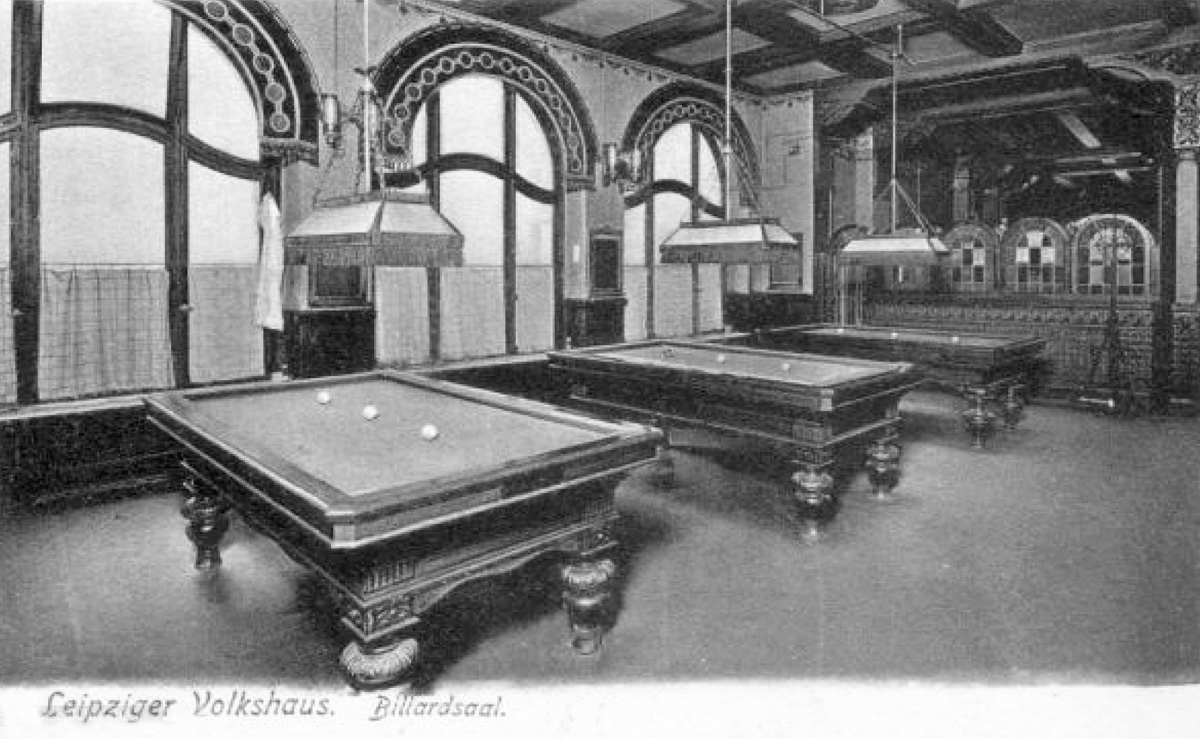
Leipzig Volkshaus Billardsaal
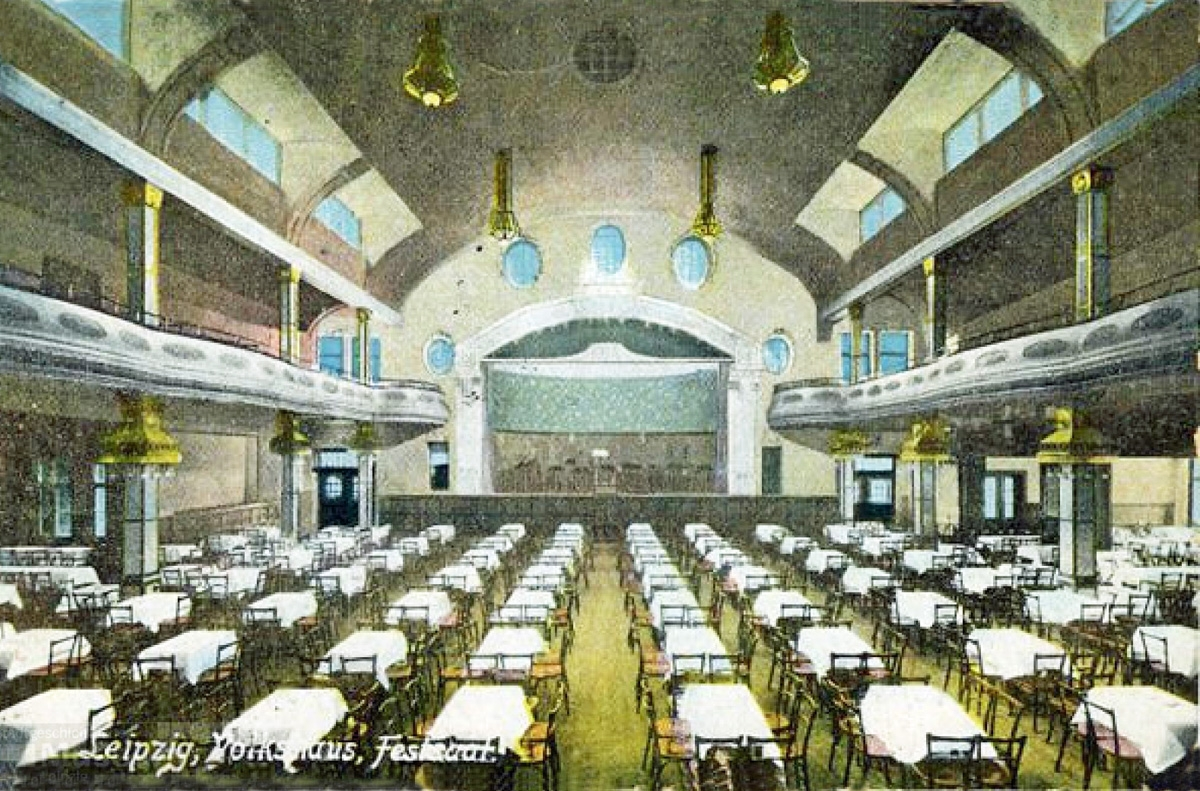
Leipzig Volkshaus Festsaal, 1912
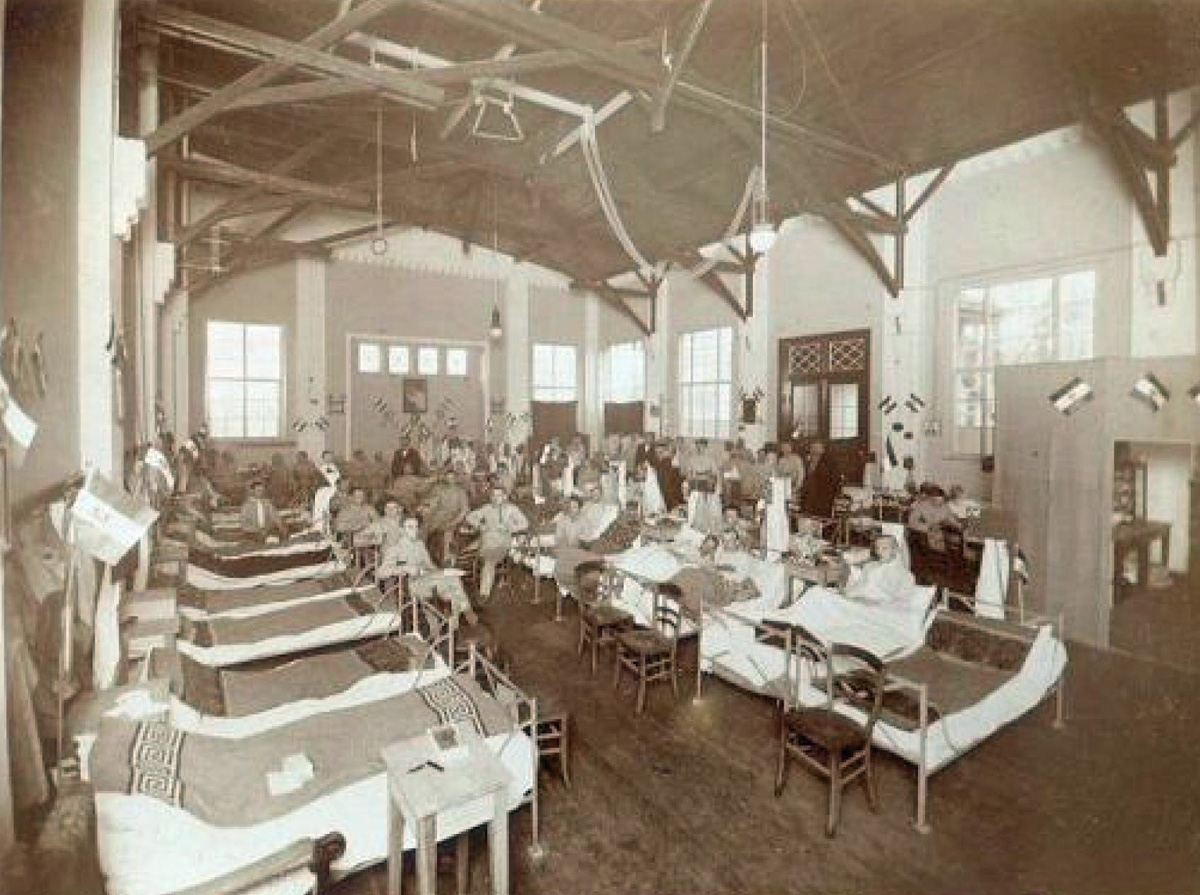
Leipzig Volkshaus Lazarett
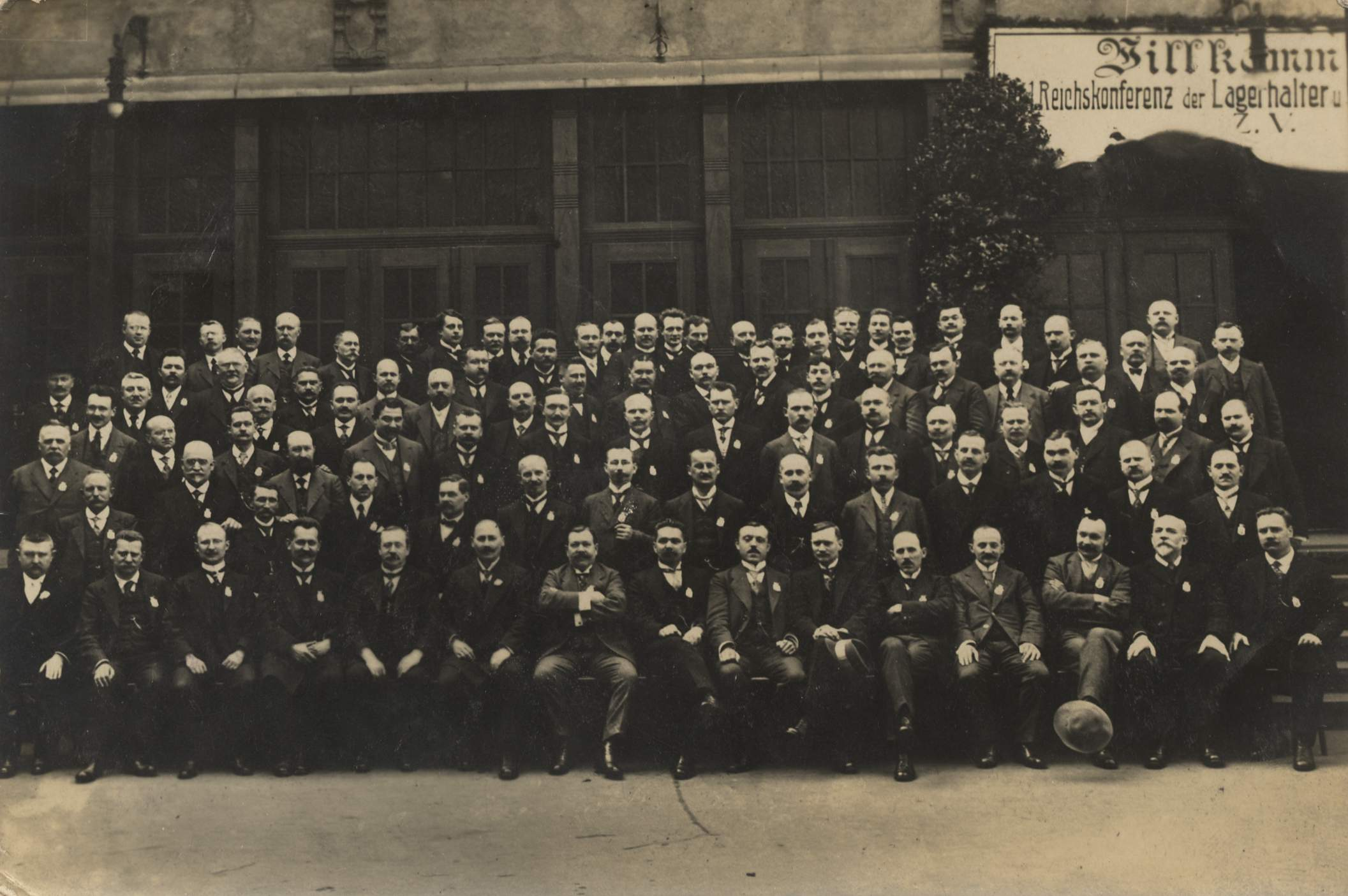
Leipzig, Sachsen - Reichskonferenz der Lagerhalter, pohlednice Zeno